# Carnival Sunrise
Carnival Sunrise (precedentemente Carnival Triumph) è una nave da crociera della Carnival Cruise Lines facente parte della Destiny/Triumph Class. Registrata nelle Bahama è utilizzata per crociere nei Caraibi
Rispetto alla Carnival Destiny, prima nave della classe, ha un ponte in più.
La mattina del 31 marzo 2012 Carnival Triumph è stata posta sotto sequestro su ordine del Tribunale del Texas, mentre era in procinto di partire dal porto di Galveston, in seguito alla denuncia di un cittadino tedesco, figlio di una passeggera della Costa Concordia deceduta nel naufragio della nave.
Dopo 2 mesi di lavori in bacino di carenaggio, all'inizio del 2019 è stata rinominata Carnival Sunrise.

## Incidente dell'11 febbraio 2013
Il giorno 11 febbraio 2013 si è verificato un incendio in sala macchine che, seppur prontamente domato, ha reso inutilizzabili tutti i motori e ha portato la nave alla deriva. A bordo erano presenti 3143 passeggeri e 1086 membri dell'equipaggio. L'incendio ha danneggiato anche i generatori di corrente, facendo in modo che venisse meno l'aria condizionata (la nave al momento del fatto si trovava ai Caraibi, e le temperature erano piuttosto elevate). Inoltre, il deperimento di tutti i cibi refrigerati e la disattivazione di tutte le pompe elettriche delle toilette hanno reso precarie le condizioni igienico-sanitarie.
Dopo cinque giorni la nave è stata rimorchiata nel porto di Mobile, in Alabama, dopo aver incontrato diversi problemi legati al mare grosso e alla rottura di un cavo per il rimorchio. L'amministratore delegato della Carnival, Gerry Cahill, si è scusato per quanto accaduto.
La Nave è stata poi sottoposta ad un accurato lavoro di ripristino di tutte le parti danneggiate con particolare attenzione agli impianti messi fuori servizio durante l'incendio (Fire Mitigation Project) ed anche con l'aggiunta di un nuovo gruppo elettrogeno per l'alimentazione delle utenze minime indispensabili in casi come quello accaduto.
Il 13 giugno 2013, dopo una sosta in bacino che ha compreso anche lavori di ammodernamento delle aree pubbliche passeggeri, ha ripreso le crociere da Galveston.

## Porto di armamento
Galveston, Texas.

## Navi gemelle
- Carnival Destiny (ora Carnival Sunshine)
- Carnival Victory
- Costa Fortuna
- Costa Magica